# Солоний пес
«Солоний пес» (рос. «Соленый пес») — російський радянський повнометражний кольоровий художній фільм, поставлений на Кіностудії «Ленфільм» в 1973 році режисером Миколою Кошелевим за однойменним оповіданням Федора Кнорре.
Прем'єра фільму в СРСР відбулася 23 грудня 1974 року.

## Зміст
Зворушлива історія про пса, який дивом пережив жорстокість колишнього господаря. Той убив його матір і всіх цуценят, але наш чотириногий герой кинувся в море і доплив до міста. Там було багато людей добрих і злих, але собака знайшла того самого, кому була призначена. І опинився цим щасливцем звичайний російський матрос.

## Ролі
- Володимир Меньшов — Мартьянов
- Тетяна Шестакова — Надя
- Микола Лавров — Сисоєв
- Вітаутас Паукште — капітан (роль озвучив — Ігор Єфімов)
- Борис Аракелов — боцман
- Віктор Перевалов — кок
- Надія Жилинська — Люся
- Микола Кузьмін — господар
- Юра Поволоцький — хлопчик
- Тамара Уржумова — мати хлопчика
- Ігор Шибанов — батько хлопчика

## В епізодах
- Олексій Лазовський — епізод
- Рудольф Мухін — епізод
- Олександр Павловський — моряк
- Олексій Стрєлков — епізод
- Ірина Смирнова — епізод
- Ф. Фаткулін — епізод
- Розповідає — Зіновій Гердт

## Знімальна група
- Сценарій — Федора Кнорре
- Режисер-постановник — Микола Кошелєв
- Оператор-постановник — Олексій Гамбарян
- Художник-постановник — Борис Бурмістров
- Режисери — Г. Мочалов, В. Томах
- Композитор — Владислав Успенський
- Звукооператор — Ася Звірева
- Монтаж — І. Смирнової. О. Амосової
- Редактор — Л. Іванова
- Художник по костюмах — Н. Ізбинська
- Художник-гример — М. Л. Єранцева
- Оператор — Л. Александров
- Художники-декоратори — Віра Зелінська, І. Зайцева
- Асистенти:
режисера — В. Синило
оператора — Вадим Лунін, А. Родіонов
- Дрессировщики — Л. І. Острецова, В. Обрезков
- Комбіновані зйомки:
Оператор — Л. Полікашкін
Художник — Л. Холмов
- Симфонічний оркестр ленінградської філармонії
Диригент — Юрій Серебряков
- Директор картини — Андрій Лавров
- У зйомках брали участь екіпажі суден Чорноморського морського пароплавства